# Dongping (häradshuvudort i Kina, Shandong Sheng, lat 36,50, long 118,00)
Dongping (kinesiska: 东坪镇, 东坪) är en häradshuvudort i Kina. Den ligger i provinsen Shandong, i den östra delen av landet, omkring 91 kilometer öster om provinshuvudstaden Jinan. Antalet invånare är 13 132. Befolkningen består av 6 699 kvinnor och 6 433 män. Barn under 15 år utgör 11,0 %, vuxna 15-64 år 73 %, och äldre över 65 år 14,0 %.
Runt Dongping är det tätbefolkat, med 982 invånare per kvadratkilometer. Närmaste större samhälle är Boshan, 14,6 km väster om Dongping. Trakten runt Dongping består till största delen av jordbruksmark.
Genomsnittlig årsnederbörd är 865 millimeter. Den regnigaste månaden är juli, med i genomsnitt 304 mm nederbörd, och den torraste är januari, med 8 mm nederbörd.